# Green Green
Green Green (jap. グリーングリーン Gurīn gurīn) – japońska powieść wizualna dla dorosłych, zaprojektowana i wydana przez Groover w 2001 roku na systemy Windows.
Na podstawie mangi wyprodukowano 12-odcinkowe anime oraz serię light novel.

## Opis fabuły
Miejsce akcji Green Green rozgrywa się na wiejskich terenach Japonii w odizolowanej szkole dla chłopców Kanenone Gakuen. Kanenone rozpoczyna rozmowy związane z połączeniem szkoły ze placówką tylko dla dziewczyn z nadzieją, że powstanie szkoła koedukacyjna. Zdecydowano się na przeprowadzenie testu, który ma na celu sprawdzić, jak dziewczyny i chłopcy będą sobie razem radzić. Dziewczyny przyjeżdżają na kilkutygodniową próbę.
Baka (jap. idiota) Trio, które składa się z Bacchiego-gū, grubego zboczeńca, Ichiban-Boshiego, samozwańczego kobieciarza i Tenjina, który też jest niesamowicie podniecony przyjazdem dziewczyn, cały czas zawraca głowę i wprowadza w kłopoty głównego bohatera – Yūsukego Takasaki.
Kiedy autobus z dziewczynami przybywa na miejsce, jedna z nich, Midori Chitose, nagle jako pierwsza wyskakuje z autobusu, rzucając się na zakłopotanego sytuacją Yūsukego. Kim jest Midori i skąd zna Yūsukego? Serial, poza pokazywaniem błazeństw i wybryków trójki idiotów, skupia się na odpowiedzi na to pytanie.

## Postacie
Yūsuke Takasaki
Zwykły, miły i może trochę paranoidalny. Yūsuke jest typowym męskim głównym bohaterem, jakiego znaleźć można we większości anime tego typu. Przyjaźni się z członkami Baka Trio, jednak nie podziela ich zboczonych zainteresowań. Z jakiegoś powodu Midori wydaje się go znać i jest w nim bardzo zakochana. Yūsuke nie ma pojęcia kim jest Midori i denerwuje go jej ogromne zainteresowanie nim. Doświadcza on także uczucia ze strony Futaby Kutsuki.
Midori Chitose
Midori jest radosną i wylewną dziewczyną, która wydaje się znać skądś Yūsukego i jest w nim zakochana. Wygląda na to, że zrobiłaby dla niego wszystko, odpowiedziała nawet na zboczone pytania Baka Trio, żeby uszczęśliwić chłopaka. W scenie otwierającej większość odcinków Midori opowiada historię o miłości dwóch ludzi, która była jednak w ich czasach zakazana, przez co nie mogli oni być razem. Kochankowie obiecali sobie, że spotkają się znowu w innym życiu. Midori sugeruje, że ona i Yūsuke są postaciami z tej opowieści, jednak tylko Midori zachowała wspomnienia o tamtej miłości.
Futaba Kutsuki
Futaba gra twardą dziewczynę. Jest zdegustowana zachowaniem Baka Trio i uważa większość chłopaków z Kanenone za zboczeńców. Posuwa się nawet do powieszenia Baka Trio i Yūsukego do góry nogami na linie, kiedy zostali oni przyłapani na podglądaniu dziewczyn podczas kąpieli. Gdy Baka Trio dokonuje poniżającego dla niej żartu, decyduje się nocą opuścić Kanenone. Gubi się w lesie, ale ratuje ją Yūsuke, który zanosi dziewczynę z powrotem do Kanenone. To wydarzenie rozbudza w niej uczucie do Yūsukeū.
Futaba ma młodszą siostrę, Wakabę.
Wakaba Kutsuki
Wakaba jest młodszą siostrą Futaby. Podziwia i ją i czuje do niej respekt, ale ma problem z odmawianiem, gdy siostra poprosi czy wręcz rozkaże jej coś zrobić. Wakaba posiada kaktusa, którego nazwała Togemura i wszędzie z nim chodzi. Dziewczyna wydaje się rozumieć, co w danej chwili czuje Togemura i uważa, że jest w stanie się z nim komunikować. Używa kaktusa także aby obronić siebie i przyjaciół w stylu mahō shōjo.
Sanae Minami
Słaba i nieśmiała dziewczyna. Wygląda na o wiele młodszą od innych dziewczyn. Właśnie to przyciągnęło uwagę Tenjina, którego interesują młodsze dziewczyny. Tenjin chce, żeby Sanae nazywała go „onīsama”, co oznacza starszego brata. Sanae jednak bardzo boi się zboczonego Tenjina i próbuje go unikać. Sanae jedzie do Kanenone, ponieważ jej lekarz powiedział, że świeże powietrze będzie dla niej dobre.
Reika Morimura
Reika jest przyjaciółką Midori i wie o tym, co łączy Midori i Yūsukego. Reika chce połączyć chłopaka z Futabą, a Midori trzymać jak najbardziej z dala od Yūsukego. Motywy działania Reiki wyjaśnione zostają na końcu serii.
W przeciwieństwie do innych postaci, Reika nie była bohaterką gry.
Chigusa Iino
Chigusa jest pielęgniarką w szkole, z której przyjechały dziewczyny. Przybyła razem z nimi do Kanenone jako ich wychowawczyni. Baka Trio, a szczególnie Bacchi-gū, są zachwyceni dużym biustem Chigusy. Chigusa zachęca dziewczyny do zbliżenia się do chłopaków i bycia z nimi w przyjacielskich stosunkach.
Bacchi-gū
Najprawdopodobniej lider Baka Trio. Gruby okularnik i bezwstydny zboczeniec. Przyjazd dziewczyn do Kanenone całkowicie wyprowadza go z równowagi. Robi takie rzeczy jak picie wody, w której dziewczyny ostatnio się kąpały. Bacchi-gū jest uważany za najbardziej komiczną postać w serii.
Hikaru Ichiban-Boshi
Dosłowne tłumaczenie jego imienia to „świecąca gwiazda numer jeden”. Ichiban-Boshi uważa się za doświadczonego kobieciarza. Ma on przewodnik po tym, jak rozmawiać z dziewczynami i jak je uwodzić. Rady zawarte w książce zawsze stwarzają komiczne sytuacje i robią z niego głupka.
Tenjin
Tenjin ma dziwne fantazje. Marzy o młodszej dziewczynie, która nazywałaby go starszym bratem i która spała by przy nim, kiedy ten by ją wąchał i jadł ryż w tym samym czasie... Młody wygląd Sanae od razu powoduje jego zainteresowanie nią, ale dziewczyna nie chce mieć z nim nic wspólnego.

## Lista odcinków
| Ep | Polski Tytuł (wolne tłumaczenie)     | Angielski Tytuł (Fansub)               | Japoński Tytuł               | Japoński Tytuł                |
| Ep | Polski Tytuł (wolne tłumaczenie)     | Angielski Tytuł (Fansub)               | Kanji/Kana                   | Rōmaji                        |
| --- | ------------------------------------ | -------------------------------------- | ---------------------------- | ----------------------------- |
| 01 | Podniecenie w lesie                  | Excitement in the Woods!               | 山奥でどっきどき             | Yamaoku de dokkidoki          |
| Ostatni miesiąc nauki przed wakacjami zapowiada się interesująco dla chłopców z męskiej szkoły Kanenone Gauken. Do tego odizolowanego od cywilizacji miejsca przyjeżdżają na próbę dziewczyny. Wszyscy chłopcy, a w szczególności Baka Trio, są tym zachwyceni. Kiedy dziewczyny przyjeżdżają na miejsce, jedna z nich, Midori Chitose wyskakuje z autobusu witając Yūsukego Takasaki tak, jakby znała go już wcześniej. |                                      |                                        |                              |                               |
| 02 | Zebranie przy kąpieli                | A Fall in the Bath                     | 露天風呂ですってんころいん   | Rotenburo de sutten kororin   |
| Dopiero co zaczęła się koedukacja, a dziewczyny już zostały wyprowadzone z równowagi przez członków Baka Trio, którzy podglądali je w czasie kąpieli. Szczególnie zdenerwowana jest Futaba Kutsuki, która wiesza chłopców na linie do góry nogami. Dyrektor szkoły poleca przeprowadzenie pojedynku pomiędzy Futabą a Yūsukem. Wygrywa ten, kto jako pierwszy odnajdzie klucz wrzucony przez dyrektora do wody.          |                                      |                                        |                              |                               |
| 03 | Trudne chwile w lesie                | Hard Times in the Forest               | 森の中でどっこいしょ         | Mori no naka de dokkoisho     |
| Po obraźliwym i bardzo poniżającym dla Futaby żarcie członków Baka Trio, dziewczyna decyduje się opuścić szkołę. Myśląc, że skróci sobie drogę, wchodzi do lasu, gdzie w panicznym strachu wywołanym wyglądem tego miejsca w nocy, gubi drogę. W pościg za Futabą wyrusza Baka Trio i Yūsuke razem z Midori. Baka Trio skręca w las, a Yūsuke i Midori idą sami w inną stronę...                                         |                                      |                                        |                              |                               |
| 04 | Kłopoty w akademiku dziewczyn        | Trouble at the Girl’s Dorm             | 女子寮でてんてこまい         | Joshiryoude tentekomai        |
| Baka Trio przygotowuje się do inwazji na akademik dziewczyn. Przez przypadek dołącza do nich także Yūsuke. Kiedy czterej chłopcy stają przy wejściu, spotykają Futabę z kijem baseballowym w ręku. Członkowie Baka Trio poświęcają Yūsukego, który odwraca uwagę Futaby i wchodzą do środka... |                                      |                                        |                              |                               |
| 05 | Zbiórka u pielęgniarki               | Fall Down in the Infirmary             | 保健室でばったんきゅー       | Hokenshitsu de battankyū      |
| Zachowanie Tenjina w akademiku dziewczyn wywołało w Sanae strach przed nim. Jednak Tenjin wciąż zaleca się do dziewczyny, chcąc karmić ją ryżem. W pewnym momencie Sanae gubi swoje lekarstwo. W nocy, szukając tabletek, spotyka Yūsukego, który pomaga jej je znaleźć. Zacieśnienie stosunków pomiędzy Sanae a Yūsukem nie podoba się Tenjinowi.                                                                       |                                      |                                        |                              |                               |
| 06 | Upał w składziku P.E.                | Hot Hot in the PE Preparation Room     | 体育倉庫であっちっち         | Taiikusouko de acchicchi      |
| Chiguisa poleciła Midori i Yūsukemu przygotować wspólne wyjście dziewczyn i chłopaków do lasu. Midori uważa to za randkę z Yūsukem i jest z tego powodu bardzo zadowolona. Jednak Yūsuke skutecznie chłodzi zapędy Midori, wprowadzając ją w zły nastrój... |                                      |                                        |                              |                               |
| 07 | Przy basenie robi się naprawdę mokro | Soaking Wet by the Pool                | プールサイドでびっしょびしょ | Pūru saido de bissho bisho    |
| Ichiban-Boshi próbuje poderwać Futabę, stosując się do rad zawartych w jego podręczniku o uwodzeniu, jednak działania te potęgują tylko gniew dziewczyny. Midori postanawia pomóc członkom Baka Trio, po pierwsze wyrzucając do śmieci podręcznik. Chłopcy są bardzo uszczęśliwieni pomocą Midori i liczą na szybkie rezultaty jej rad...                                                                                |                                      |                                        |                              |                               |
| 08 | Zamieszanie przy rannej kąpieli      | Morning Bath Fuss                      | 朝風ですったもんだ           | Asaburo de sutta monda        |
| Dziewczyny podczas kąpieli wymieniają się opiniami o Kanenone Gauken. Futaba mówi, że miejsce to zupełnie się jej nie podoba, wspominając swoje doświadczenia. Midori jest zachwycona ich pobytem w Kanenone ze względu na obecność Yūsukego. |                                      |                                        |                              |                               |
| 09 | Naprzeciw próbie odwagi              | Walking Right Ahead in the Kimodameshi | 肝試しですたこらさっさ       | Kimodameshi de sutakora sassa |
| Na dziś zaplanowane jest wyjście dziewczyn z chłopakami do lasu, nazwane próbą odwagi. Dziewczyny i chłopaki mają dobrać się w pary i wykonać określone zadanie. Midori idzie w parze z Bacchim-gū, a Yūsuke z Futabą. Midori jest zawiedziona swoim partnerem i postanawia poszukać Yūsukego. |                                      |                                        |                              |                               |
| 10 | Chaos w bibliotece                   | Stumbling Around in the Library        | 図書室でどったんばったん     | Tosho shitsude dottan battan  |
| Midori chce uzyskać wynik z testu ponad średnią klasową i prosi Yūsukego, aby pomógł jej w nauce. Yūsuke jednak nie jest z tego zadowolony, ponieważ Midori zwraca większą uwagę na niego, niż na to, czego ma się nauczyć. Chiguisa proponuje Midori, że jeśli ta uzyska ocenę powyżej średniej, to Yūsuke spełni wybraną przez Midori prośbę. Dla Midori jest to ogromna motywacja do nauki...                         |                                      |                                        |                              |                               |
| 11 | Nieubłagalne przeznaczenie           | Weakened to Destiny                    | 運命にふにゃふにゃ           | Unmei ni funya funya          |
| Reika ujawnia swoją prawdziwą tożsamość. Opowiada Yūsukemu o jego poprzednim, tragicznie zakończonym życiu. Midori pragnie zmienić przeznaczenie obojga kochanków, a Yūsuke zaczyna mieć mieszane uczucia i nie wie, czy powinien zostać z Midori... |                                      |                                        |                              |                               |
| 12 | Żegnaj, Kanenone Gauken              | Goodbye to Kanenone                    | 鐘ノにサヨウナラ             | Kaneno neni sayōnara          |
| Na dzisiaj zaplanowany jest wyjazd dziewczyn z Kanenone Gauken. Midori bardzo chce zostać razem z Yūsukem, on jednak boi się przeznaczenia i uważa, że nie może być razem z nią. Yūsuke nie wierzy, że można zmienić przeznaczenie. Zrozpaczona Midori wybiega na deszcz i przewraca się, lecz ratuje ją Yūsuke, doznając jednak ciężkiego urazu głowy...                                                                |                                      |                                        |                              |                               |

## OAV
W 2003 roku został wydany pierwszy odcinek OAV serii Green Green. Nie ma on związku z serialem telewizyjnym, ponieważ bohaterzy w ogóle się nie znają. Zaczyna się tak samo jak oryginalny serial, jednak zamiast dziewczyn odwiedzających Kanenone, grupa chłopców (Yūsuke, Baka Trio i kilku innych) odwiedza szkołę przeznaczoną tylko dla dziewczyn.
Kolejny odcinek OVA nazwany Green Green: Erolutions (グリーングリーンエロリューションズ) został wydany w 2004 roku jako trzynasty odcinek, podsumowujący oryginalny serial. Erolutions uważany za hentai z powodu dwóch krótkich scen erotycznych pomiędzy Yūsukem a Midori (w śnie), a potem pomiędzy Yūsukem a Futabą.